# 마그달레나강

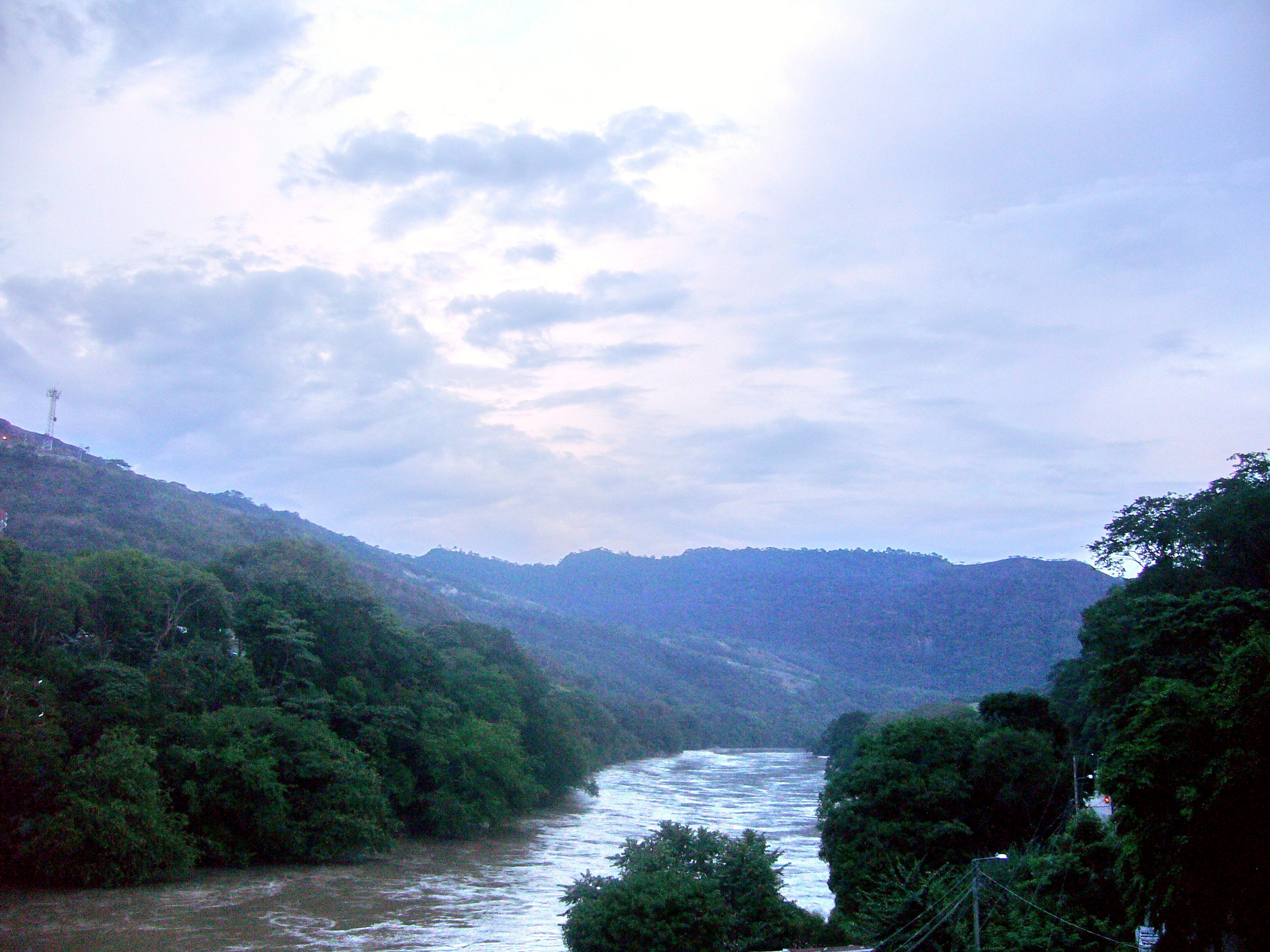
마그달레나강

마그달레나강(Magdalena River)는 콜롬비아 서부를 흐르는 길이 1,540km의 강이다. 카리브해로 흐른다.